# Sjinborn
Sjinborn is een hockeyclub uit het Zuid-Limburgse Valkenburg aan de Geul. De club is in 1981 opgericht door Frits en Mabel Prinsen. De club telt ongeveer 312 leden.
De clubnaam Sjinborn is ontstaan door de samenvoeging van verschillende factoren: de vereniging is opgericht in het Limburgse plaatsje Schin op Geul, in het dialect beter bekend als Sjin. Daarnaast is hockey van oorsprong een Engelse sport.
Dus: Geboren in Schin op Geul.